# Haswellia anomala
Haswellia anomala är en kräftdjursart som först beskrevs av William Aitcheson Haswell 1881.  Haswellia anomala ingår i släktet Haswellia och familjen klotkräftor. Inga underarter finns listade i Catalogue of Life.